# Isabel Stuartovna
Isabel Stuartovna (28. srpna 1676 – 2. března 1681) byla dcerou anglického krále Jakuba II. Stuarta (v té době vévody z Yorku) a jeho druhé manželky Marie Beatrice d'Este.
Isabel se narodila v St James's Palace v Londýně. Byla druhou dcerou Jakuba a Marie po své sestře Catherine Lauře, která zemřela jedenáct měsíců před jejím narozením. Z otcovy strany měla Isabel dvě starší sestry z jeho prvního manželství - Marii a Annu, obě se staly anglickými královnami. Z otcovy strany byli jejími prarodiči Karel I. Stuart a Henrietta Marie Bourbonská, z matčiny strany to byli Alfons IV. d'Este a Laura Martinozzi.

## Život
Většinu jejího krátkého života byla jediným dítětem královského páru a čtvrtá v pořadí následnictví trůnu (po svém otci, sestře Marii a sestře Anně). Po narození jejího bratra Karla se přesunula na páté místo, nicméně jen na krátkou chvíli. Karel zemřel ve věku čtyř měsíců na neštovice. V roce 1678 se jí narodila sestra Alžběta, která také žila velmi krátce.
Její rodina ji nechala namalovat nizozemským malířem, sirem Peterem Lelym.
V roce 1678, kdy Isabel oslavila své druhé narozeniny, byli její rodiče vyhoštěni do Bruselu, aby byli nablízku Marii. Královský pár doprovázely i dcery Isabel a Anna.
Když se roznesla zpráva o tom, že je král Karel II. velmi nemocný, byli její rodiče povoláni, aby se co nejrychleji vrátili do Anglie. Panovaly obavy, že pokud by král zemřel v jejich nepřítomnosti, mohl by na trůn usednout jeho nemanželský syn James Scott. Ten měl podporu v parlamentu a mezi šlechtou. Král Karel II. nakonec nemoc přežil a jelikož Jakub s Marií působili lačně po trůnu, když se vrátili předčasně, byli posláni do Edinburghu, kde žili následující 3 roky, zatímco jejich dcera Anna a Isabel žily v Londýně u dvora. Její rodiče se vrátili do Londýna v únoru roku 1680, na podzim ale opět odjeli do Edinburghu. Jakub byl jmenován královým zástupcem ve Skotsku. Oddělení Isabel od matky její matce způsobilo, že neustále měla psychické problémy a upadala do depresí.
Isabel, která jako jediná z dětí Marie přežila kojenecký věk, zemřela v březnu 1681 přirozenou smrtí, pouhých pět měsíců před pátými narozeninami. Byla pohřbena ve Westminster Abbey.
Isabelina smrt zapříčinila její matce náboženskou mánie, čímž znepokojovala své doktory. Ve stejnou dobu byla obviněna, že nechala zaplatit za vraždu krále 10 tisíc pencí. Všichni, kteří Marii obviňovali z pokusu o vraždu byli na králův příkaz popraveni.
Čtyři roky po smrti Isabel se její otec stal králem Anglie jako Jakub II. Stuart.